# Ulica Berka Joselewicza w Rzeszowie
Ulica Berka Joselewicza w Rzeszowie − jedna z ulic starego miasta, łączy ulicę A. Mickiewicza z ulicą L. Zamenhofa. 

## Historia
Nie ma jednoznacznej informacji kiedy ulica została tak nazwana, jednak najbardziej prawdopodobna wersja to ta, która mówi o nadaniu nazwy z okazji setnej rocznicy powstania kościuszkowskiego, bo żołnierzem między innymi Kościuszki był właśnie Berek, syn Josela. 
W czasach okupacji niemieckiej nazwa tej ulicy została zmieniona na "An den zwei Pumpenstrasse", czyli przy dwóch pompach, bowiem u zbiegu ulic Joselewicza i Mickiewicza stały dwie pompy wody, które zdominowały zarówno pejzaż tamtego miejsca, jak i życie mieszkańców tej części miasta. Tam bowiem spotykały się służące bogatych rzeszowskich mieszczan i wymieniały się informacjami i plotkami. 
W czasie okupacji niemieckiej, ulica ta znajdowała się na terenie getta. 
Do okresu powojennego ulicę Berka Joselewicza od południa zamykał plac Garncarski - popularne wówczas miejsce handlu wyrobami ceramicznymi.